# Vapen
Ordet vapen kan också avse heraldiskt vapen.

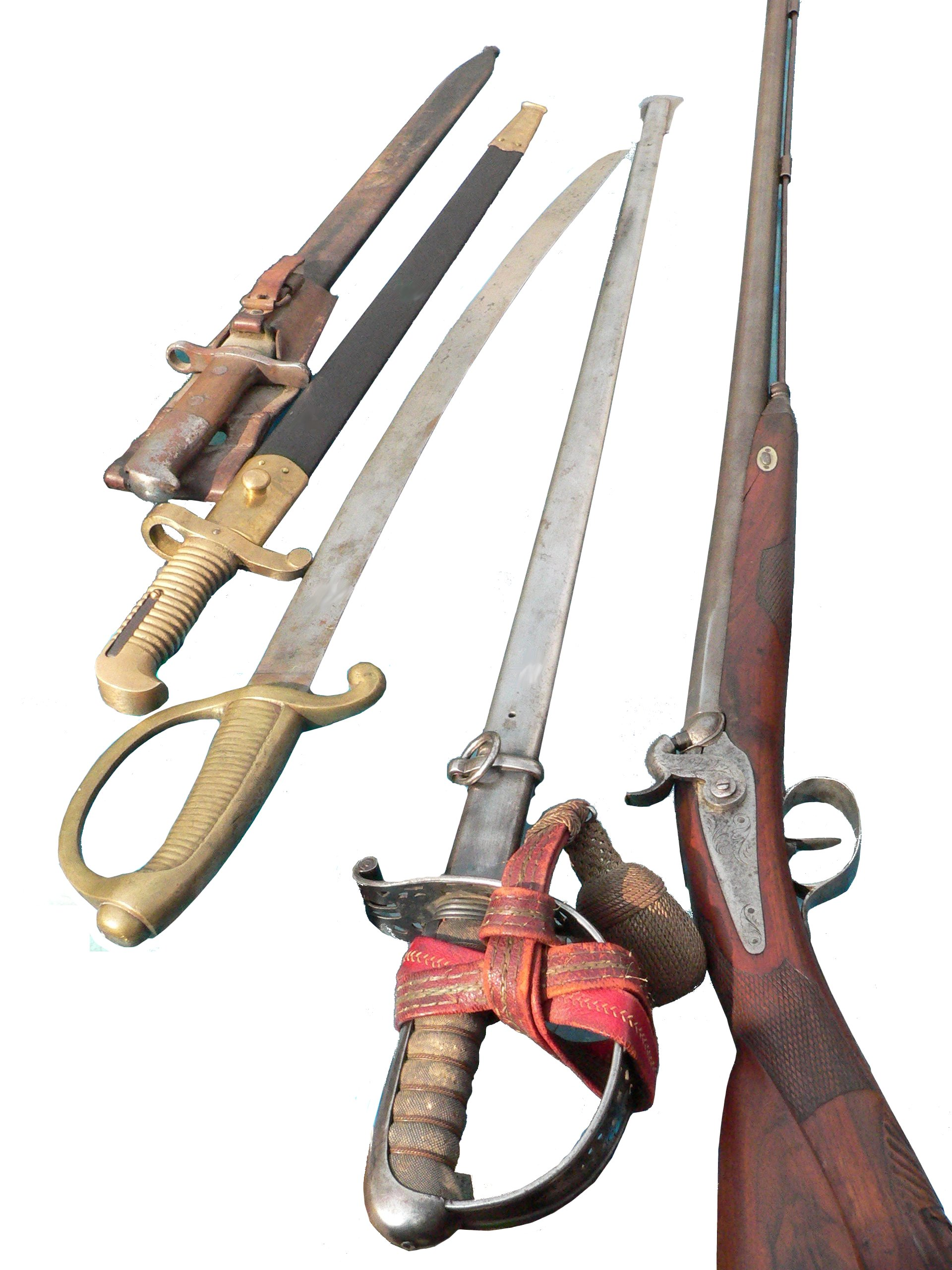
Blankvapen och skjutvapen.

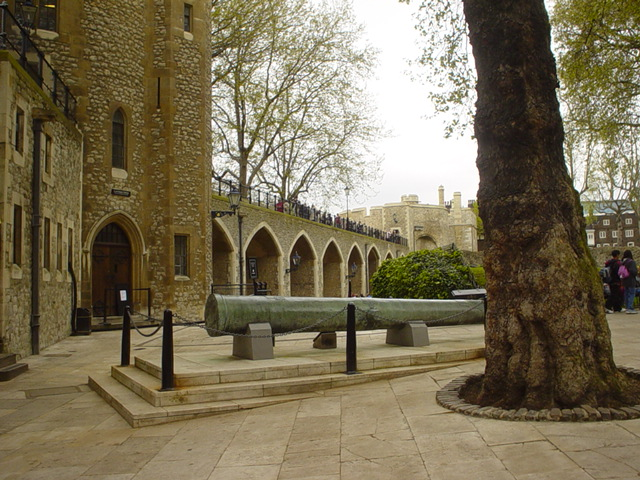
Äldre kinesisk kanon i Towern.

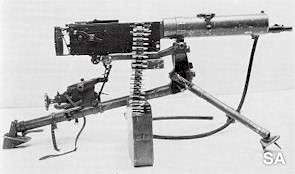
Maximkulspruta, en modell av kulspruta som utvecklades av Hiram Stevens Maxim under 1880-talet.

Vapen är redskap och utrustning  dels som anfallsvapen för att skada, döda eller oskadliggöra någon eller något och som används för jakt, tävling, krig och brottslighet, dels som försvarsvapen.
Vapen utsträcker sig från förhistoriska vapen som knölpåkar, spjut och speciellt utformade stenar till mycket komplicerade moderna vapen som interkontinentala ballistiska robotar.
I en bredare bemärkelse är vapen något som kan användas för att få en fördel gentemot en fiende eller i syfte att försvara sig själv och andra mot yttre hot.
"Tunga vapen" är vapen som inte kan bäras av en person till exempel granatkastare och kanon.

## Vapnens indelning
Anfallsvapnen indelas i skjutvapen, blankvapen, slagvapen och icke-konventionella vapen. 
Till skjutvapen räknas bland annat slungor, bågar, armborst, gevär, pistoler och kanoner.
Till blankvapen hör stöt- och huggvapen såsom svärd, värjor, sablar, bajonetter, dolkar, stridsyxor och stångvapen.
Slagvapen är bland annat stridsklubbor, hjälmkrossare och stridshammare.
Icke-konventionella vapen är kärnvapen, biologiska och kemiska stridsmedel samt brandstridsmedel.
Försvarsvapen/skyddsvapen är bland annat sköld, pansarskjorta, rustning, hjälm, gasmask och skyddsväst.

## Historia
Det äldsta exemplaret av ett människoskapat vapen är Schöningerspjuten som är en samling av åtta träspjut från 400 000 f.Kr. Dessa vapen upptäcktes i en gruva i Schöningen i Tyskland mellan 1995 och 1998. Enligt varierande källor utgjorde de en del av människans jägarliv under tidig paleolitikum vid hennes jakt på vilda djur. Att använda objekt som vapen har observerats hos schimpanser, vilket har lett till spekulationer att hominider började använda vapen så tidigt som 5 miljoner år sedan. Dock finns inga bevis på detta då vapen från denna period bör ha varit i trä och förmultnat nu.

## Användningsområden

### Vapensystem
Ett vapensystem eller stridssystem är ett tekniskt system är ett vapen med den utrustning, personal och organisation som hör till för att vapnet ska ge avsedd effekt, som till exempel radarstationer, radioutrustning, reparationsmateriel och fordon som bär vapnet.. Begreppet syftar ofta på tunga vapen som är fast monterade i stridsfordon, på fartyg, på luftfarkoster eller försvarsanläggningar.

### Jakt

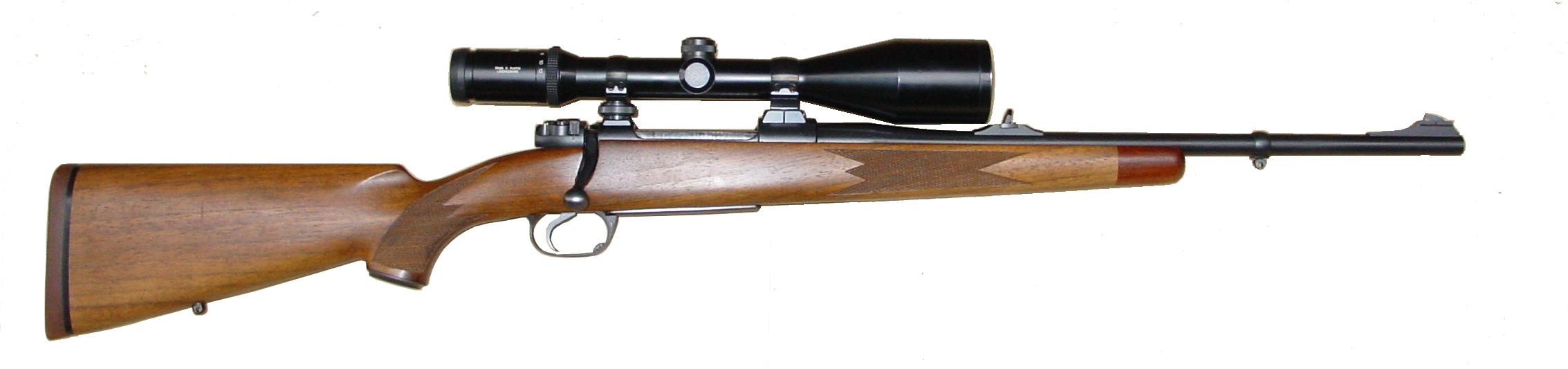
Ett modernt kulgevär, ett handeldvapen avsett för jakt.

Vissa vapen är avsedda för att döda djur vid exempelvis jakt eller slakt. För att undvika onödigt lidande används vapen som kan döda snabbt och effektivt. Jaktlagar ställer tydliga krav på de vapen som används för jakt.

### Sport
Vapen används inom olika sporter. Vanligtvis tävlas om precision i användning av vapen där en måltavla eller annat skall träffas, till exempel knivkastning och yxkastning. För skjutvapen finns många olika tävlingsgrenar.

### Brottslighet
Vapen används vid brottslighet, för att orsaka fysisk eller materiell skada eller genom hot om våld förmå människor att agera enligt gärningsmannens önskemål, till exempel att vid rån lämna ifrån sig sina tillhörigheter.

## Lagar och förordningar

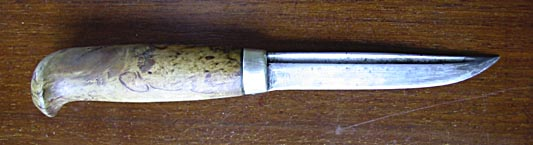
En kniv är ett exempel på ett föremål som kan användas som ett vapen.

### Sverige
På grund av att vapen är potentiellt farliga för människors liv och hälsa finns lagar som reglerar förvaring, begränsar användning av och bedömer vilka personer som anses lämpliga för innehav av vapen. För knivar och liknande finns i Sverige en speciell lag vanligen kallad knivlagen, som förbjuder bärande av vapen på offentlig plats. För skjutvapen gäller speciella lagar. Vid transport med till exempel flyg finns i regel speciella restriktioner som kan bero dels på lagkrav men också på regler från transportföretaget. Motsvarande regler och restriktioner finns i regel när paket skickas med post eller liknande sätt. Polisen ger tillstånd att inneha ammunition, beviljar vapenlicenser och handhar en hel del andra frågor beträffande vapen. Några av dessa anges nedan.

#### Ammunition
Polisen ger tillstånd till innehav av ammunition/vapen.

#### Förvaring
Polisen kan kontrollera att vapen och ammunition förvaras på säkert vis. Förvaring av licensbelagda vapen kräver godkänt vapenskåp med minst klassning SS3492, dvs så länge det inte rör sig om tillfällig förvarning i till exempel jaktstuga då vapnet får förvaras utan vapenskåp om det är försett med vapenlås eller om vapnets vitala del separerats från vapnets huvuddel. Dock måste polis som vill kontrollera förvaring av vapen anmäla besöket minst två veckor i förväg, om inspektionen inte anmälts två veckor innan besöket så kan licens-innehavaren neka polisen tillgång till förvaringsplatsen för vapnen om inte polisen har en husrannsakningsorder utställd på förvaringsplatsen.

#### Införsel - utförsel
Polisen ger tillstånd till införsel av skjutvapen. Medborgare i Danmark, Finland och Norge får tillfälligt föra in skjutvapen till Sverige för jakt eller målskytte under högst tre månader utan införseltillstånd.

#### Knivar, farliga föremål
Lagstiftningen inom det här området behandlar knivar, stickvapen, skärvapen och andra farliga föremål som är avsedda att användas som vapen vid brott mot liv eller hälsa, kallas ofta knivlagen.

#### Vapen i dödsbo
Den person som har hand om dödsbo skall inom tre månader göra en anmälan till polismyndigheten.

#### Skrotning av vapen
Man kan också låta skrota vapnen hos polismyndigheten eller lämna in dem för inlösen av staten. Om vapen görs permanent obrukbar kan kraven på vapenlicens vara enklare. Att permanent förstöra ett vapen kan därför ibland vara ett alternativ för att få behålla ett skjutvapen till exempel som prydnad i ett vapenställ.